# Tilek Toktogasijew
Tilek Mursalijewitsch Toktogasijew (russisch und kirgisisch Тилек Мурсалиевич Токтогазиев, * 26. Dezember 1990 in Frunse, Kirgisische SSR, heute Bischkek, Kirgisistan) ist ein kirgisischer Unternehmer und Politiker.

## Karriere

### Karriere in der Privatwirtschaft
Toktogasijew wurde am 26. Dezember 1990 im damaligen Frunse, der Hauptstadt der Kirgisischen Sozialistischen Sowjetrepublik, geboren. Nach dem Abschluss seiner Schullaufbahn studierte er an der Kirgisisch-Russischen Slawischen Universität in Bischkek Internationale Beziehungen. Er graduierte im Jahr 2013 und hatte zu diesem Zeitpunkt bereits ein erstes Unternehmen gegründet. In den folgenden Jahren gründete und unterstützte Toktogasijew mehrere Unternehmen in der Agrarbranche. Dabei stand der Gemüseanbau in Gewächshäusern im Zentrum seiner unternehmerischen Tätigkeit. Im Jahr 2016 stellte Toktogasijew ein eigens entwickeltes Gewächshaus vor, das von der Bauart der traditionellen kirgisischen Jurten inspiriert ist. Toktogasijew ist darüber hinaus Mitglied in mehreren Verbänden, unter anderem seit 2014 in der Vereinigung kirgisischer Jungunternehmer und als Vorstandsmitglied im Verband kirgisischer Sozialunternehmer.

### Politische Tätigkeit
Toktogasijew ist Mitglied der sozialistisch ausgerichteten Partei Ata Meken. Im Jahr 2019 wurde er mit Unterstützung der Partei Bir Bol als neuer Landwirtschaftsminister im Kabinett von Premierminister Muchammedkaly Abylgasijew vorgeschlagen, blieb jedoch bei der Besetzung des Amtes unberücksichtigt. Bei der Parlamentswahl in Kirgisistan 2020 kandidierte Toktogasijew für Ata Meken auf Listenplatz zwei für einen Sitz im kirgisischen Parlament, dem Dschogorku Kengesch. Das vorläufige Ergebnis der Parlamentswahl bedeutete ein Scheitern von Ata Meken an der 7-Prozent-Hürde, wurde jedoch im Rahmen der anschließenden Proteste in Kirgisistan annulliert. Nach der Wahl und dem Rücktritt der Regierung kam es zu chaotischen Szenen in Bischkek, verschiedene Interessengruppe protestierten in der Hauptstadt und es kam immer wieder zu gewaltsamen Zusammenstößen. Darüber hinaus war zu diesem Zeitpunkt unklar, wie eine neue Regierung gebildet werden würde, da das Parlament nicht mehr zusammenkam, sondern in verschiedene Interessengruppen zerfallen war.
Am 6. Oktober wurde Sadyr Dschaparow von einer Gruppe von Parlamentsabgeordneten zum neuen Premierminister ernannt. Als Reaktion darauf bildete sich ein Bündnis von zwölf kleineren Oppositionsparteien, die Dschaparow nicht als Premierminister anerkannten und stattdessen am 7. Oktober Toktogasijew als Premierminister vorschlugen. Dieser verkündete noch am selben Tag bei einer Demonstration auf dem Ala-Too-Platz, dass er der gewählte kommissarische Regierungschef sei. Zudem wies er die Ansprüche Dschaparows auf das Amt des Premierministers zurück und behauptete, dieser werde von der kirgisischen Jugend nicht anerkannt.
Am 9. Oktober gab Toktogasijew seine Ambitionen auf das Amt des Premierministers auf und gab stattdessen bekannt, als stellvertretender Premierminister von Omurbek Babanow zu kandidieren und diesen als neuen Premierminister zu unterstützen. Toktogasijew kündigte bei einer Demonstration in Bischkek am 9. Oktober die Bildung einer Übergangsregierung mit „neuen Gesichtern“ an. Kurz darauf kam es zu gewaltsamen Zusammenstößen zwischen den Unterstützern Babanows und Dschaparows auf dem Ala-Too-Platz, bei denen auch Toktogasijew durch einen Steinwurf verletzt wurde und zeitweise in einem Krankenhaus behandelt werden musste.
Am 10. Oktober 2020 wurde Dschaparow von den Abgeordneten des kirgisischen Parlamentes als kommissarischer Premierminister bestätigt. Im Zuge der Aufstellung eines neuen Kabinetts ernannte Dschaparow am 22. Oktober 2020 seinen ehemaligen politischen Konkurrenten Toktogasijew zum Minister für Landwirtschaft und Neulandgewinnung. Toktogasijew bekleidete dieses Amt bis zu seiner Ablösung im Rahmen einer Kabinettsumbildung am 3. Februar 2021.